# Буняк Любомир Костянтинович
Любоми́р Костянти́нович Буня́к (нар. 10 лютого 1944, Страшевичі) — український інженер у галузі нафтовидобутку, політик, колишній міський голова Львова у 2002—2005 роках. Лауреат Державної премії України в галузі науки і техніки, «Заслужений працівник промисловості України». Кандидат технічних наук.

## Біографічні відомості
Народився 10 лютого 1944 року в селі Страшевичі Старосамбірського району Дрогобицької області. 
Після закінчення школи навчався в Дрогобицькому нафтовому технікумі.
У 1962 році одержав скерування на нафтоперекачувальну станцію «Карпати» (Сколівський район Львівської області, де пройшов шлях від машиніста до начальника аварійно-ремонтної служби. У 1964—1966 навчався у Львівському політехнічному інституті, а з 1968 р. — в Московському інституті нафти і газу.
У 1972 році був призначений начальником нафтоперекачувальної станції в селі Жулин Стрийського району Львівської області. З 1976 року — головний інженер Рівненського управління нафтопроводу «Дружба». Чотири роки (1982—1986) перебував у відрядженні в Польщі, де працював начальником пункту «Адамова» нафтопроводу «Дружба». Далі — повернення на попередню посаду — головного інженера управління нафтопроводу «Дружба» в місті Рівному.
За впровадження першої в колишньому СРСР базової системи керування технологічними процесами на магістральних нафтопроводах у 1980 році удостоєний звання лауреата Державної премії України в галузі науки і техніки.
Кандидат технічних наук. Нагороджений кількома медалями. У 1996 році Любомирові Бунякові присвоєне звання «Заслужений працівник промисловості України». Тоді ж йому надано звання члена-кореспондента Української нафтогазової академії та Української транспортної академії.
У 1991—2001 роках працював генеральним директором Державного підприємства магістральних нафтопроводів «Дружба» у Львові. У зв'язку з реорганізацією підприємства переведений на посаду заступника голови правління ВАТ «Укртранснафта» (місто Київ).
У березні 2002 року львів'яни підтримали Любомира Буняка на виборах міського голови. Протягом свого терміну на посаді, він був відомий своїм сталим протистоянням з депутатами міської ради та журналістами. Проте за шість місяців до закінчення його терміну, у вересні 2005 року, депутати міської ради у таємному голосуванні більшістю голосів (70) звільнили його від виконання обов'язків та призначили нового міського голову — Зиновія Сірика. Основним аргументом проти Буняка була його безгосподарність у місті та занепад пам'яток архітектури.
Пізніше Буняк відстояв свої права в суді, який визнав постанову Львівської міської ради про дострокове припинення його повноважень незаконною й такою, що підлягає скасуванню.
Любомир Буняк — співголова наглядової ради Острозької академії, її почесний доктор. Член наглядової ради Києво-Могилянської академії. Нагороджений найвищою церковною нагородою — орденом князя Володимира Великого УПЦ Київського патріархату, а також двома грамотами Глави УГКЦ, Його преосвященства Любомира Гузара за внесок у розбудову греко-католицької церкви. У 1999 році Любомира Буняка визнано переможцем у конкурс найпопулярнішу особу «Галицький лицар».
Відзнака Президента України — ювілейна медаль «20 років незалежності України» (19 серпня 2011).
Одружений, має трьох дітей. Дружина працює інженером-будівельником.

## Список опублікованих праць
- Луцик Я. Т., Буняк Л. К., Стадник Б. І. Застосування ультразвукових сенсорів. — Львів: СП «БаК». — 1998. — 232 с.
- Ліхновський І. С., Буняк Л. К., Луцик Я. Т. Моделювання сигналів у первинному перетворювачі імпульсного термометра // Вісник ДУ «Львівська політехніка» «Автоматика, вимірювання та керування» — 1998. — № 324. — С.31-35.
- Буняк Л. К. Перспективи ультразвукового контролю і обліку в нафтопроводах // Вимірювальна техніка та метрологія. — 1998. — № 53. — С.106-111.
- Буняк Л. К. Ультразвукові сенсори — вибір матеріалів та деякі проблеми застосування в нафтогазовій промисловості// Вимірювальна техніка та метрологія.- 1998.- № 54.-С. 70-76.
- Буняк Л. Відновлення розподілу параметрів середовища за інтервалами часу поширення акустичних коливань// Вимірювальна техніка та метрологія.- 1999.- № 55.-С. 118—122.
- Буняк Л., Дорожовець М., Кузій А., Ліхновський І., Луцик Я., Озгович А., Стадник Б. Корекція похибок вимірювання витрат нафтопродуктів шляхом їх ультразвукової томографії в трубопроводі// Вимірювальна техніка та метрологія.- 2000.- № 56.
- Буняк Л. К.,Луцик Я. Т. Вимірювання і контроль параметрів трубопроводів при підземній та наземній прокладці.- Праці науково-практичної конференції «СТРЕС-97», Партенід, 12-16 жовтня 1997 р.
- Луцик Я. Т., Буняк Л. К., Стадник Б. І. Застосування ультразвукових сенсорів.- Праці ІІІ-ї міжнар. наук. конф. «Сучасні інформаційні та енергозберігаючі технології життєзабезпечення людини» СИЭТ-98, Книга 2, Кам'янець-Подільський, 2-6 червня 1998 р., К.:1998.-С.95-97.
- Буняк Л. К., Луцик Я. Т., Стадник Б. І. Перспективи застосування ультразвукових сенсорів в нафтохімічній промисловості.– Праці IV-ї міжнар. наук. конф. «Сучасні інформаційні та енергозберігаючі технології життєзабезпечення людини» СИЭТ4-98, Севастополь, 7-11 вересня 1998 р., К.:1998.-С.
- Луцик Я. Т., Стаднык Б. І., Буняк Л. К. Ультразвуковые импульсные и резонансные термометры для высокотемпературных измерений.- Тезисы докладов V международной конф. «Ядерная энергетика в космосе», Подольск Моск.обл.- 1999 г.- С.120.
- L.Buniak, Ya.Lutsyk, B.Stadnyk, A.Kowalczyk. Metrological characteristics of ultrasonic pulse thermometers.- The 7th International Symposium on Temperature and Thermal Measurements in Industry and Science TEMPMEKO ' 99.-Delft.-The Netherlands.-Vol.2.-P.385-387.
- Буняк Л. К., Луцик Я. Т., Стаднык Б. И., Лыса О. В. Восстановление распределения параметров вязкой среды по интервалам времени распространения акустических колебаний // Materiały Międzynarodowego Seminarium Metrologw «Metody i Technika przetwarzania sygnałw w pomiarach fizycznych», Rzeszów — Lwiw, 1999.- S.62-67
- Буняк Л. К. Контроль температурного режиму транспортування нафти в магістральних трубопроводах з метою підвищення точності комерційного обліку.
- Буняк Л.К.:— Не зрадь себе[Текст]:спогади мера.- К.:Ярославів Вал, 2010.-479 с.:фотогр.- 1000 прим.- ISBN 978-966-2151-48-0.